# 旦部幸博
旦部 幸博（たんべ ゆきひろ、1969年 - ）は、日本の研究者。
専門は微生物学、遺伝学。学位は医学博士。2022年10月時点で滋賀医科大学医学部医学科病理学講座微生物感染症学部門准教授。コーヒーの研究者としても有名である。

## 来歴
長崎県出身。京都大学、京都大学大学院出身で、1996年から滋賀医科大学助手、2020年、滋賀医科大学医学部医学科病理学講座微生物感染症学部門准教授。悪性腫瘍について抑制遺伝子Drsの挙動を課題に、分子標的薬開発の着眼点を求めて科学研究費助成事業を獲得し研究を重ねる。オートファジー研究が過程の初期に注目した2006年時点、その後期に着目して癌抑制遺伝子がその成熟を制御すると初めて解明。

## 略歴
悪性腫瘍について抑制遺伝子Drsの挙動および分子標的薬開発を課題に、科学研究費助成事業を獲得し研究を重ねる。オートファジー研究が過程の初期に注目した2006年時点に、その後期に着目して癌抑制遺伝子がその成熟を制御すると初めて解明。以下の助成対象プロジェクトは新しい順に記す。
- 2022年4月1日「ウイルス感染が誘導する代謝リプログラミングに対するDrs遺伝子の作用」（実験病理学 基盤研究(C) - 2025年3月31日）[8]
- 2019年4月1日「癌抑制遺伝子Drsによるレドックス制御と癌の悪性化との関連」（実験病理学 基盤研究(C) - 2022年3月31日）[9]
- 2016年10月21日「Drs癌抑制蛋白の機能をペプチド模倣する新しい抗腫瘍分子標的薬の探索」（実験病理学 基盤研究(C) - 2019年3月31日）[10][7][5]
- 2016年4月1日 （研究協力[11]）井上寛一「ピルビン酸代謝を標的にする新規低分子化合物による抗腫瘍治療法の確立」（実験病理学 基盤研究(C) - 2019年3月31日）
- 2011年「Drs癌抑制遺伝子による代謝シフト制御機構の解明」（基盤研究(C) - 2013年）[12]
- 2008年「癌抑制遺伝子drsによる感染防御作用とそのメカニズムの解明」（実験病理学 基盤研究(C),課題番号: 20590383 - 2010年）[13]
- 2006年「癌抑制遺伝子Drsによるオートファジー誘導機構の解明」（実験病理学 若手研究(B) - 2007年）[6]

### 学歴
- 1992年、京都大学薬学部薬学科卒業
- 1994年、京都大学大学院薬学研究科修士課程修了
- 1996年、京都大学大学院薬学研究科博士後期課程修了

### 職歴
- 1996年、滋賀医科大学助手
- 2005年、滋賀医科大学講師（学内）
- 2020年、滋賀医科大学 医学部 医学科 病理学講座 微生物感染症学部門 准教授

## 人物
- 京都大学に入学してすぐに、何かひとつ趣味を作ろうと思い立ちコーヒーの研究を始めると、生薬学を研究した大学院では研究室のコーヒー係を担当する[要出典]。植物の成分に非常に興味があったため、コーヒーも香りや味の成分に関心を持つようになった[要出典]。そこからいろいろな文献を集めるようになり、[いつ?]世界の1000を超える論文を読んできた[要出典]。
- 2014年に喫茶店カフェ・バッハの田口護との共著『コーヒー おいしさの方程式』を出版。コーヒーにまつわる知識のうち2016年に理系の考察を『コーヒーの科学』としてまとめ[14]、コーヒーのおいしさを分けるポイントを解説[15]。同じく文系の知識は『珈琲の世界史』につづって（2017年）[16]、コーヒーの通史を紹介した[17][18]。アメリカにおけるスペシャルティコーヒーの市場を初めて調査した海外の書籍[注 2]については日本語訳を監修（2018年）するなど、科学の知識を活かし、コーヒーを探求している[14][19][出典無効]。カフェ・バッハの田口護、コーヒー研究の先輩に当たる辻静雄料理教育研究所所長の山内秀文、コーヒーマニアであり研究家の鳥目散帰山人と親しい[20]。

## 著書
出版年順。

### 主な論文
- 旦部幸博 (2004). A novel apoptotic pathway induced by the drs tumor suppressor gene [がん抑制遺伝子drsが誘導する新規アポトーシス経路に関する研究] (滋賀医科大学 博士 (医学) 乙第317号). NAID 500000408866. CRID 1110001310219002752。
- Tambe, Yukihiro; Okuyama, Naomi; Nakagawa, Tatsuya; Muramoto, Akifumi; Hasebe, Masahiro; Chano, Tokuhiro; Inoue, Hirokazu (2012-01-01). “Suppression of viral replication by drs tumor suppressor via mTOR dependent pathway”. Cancer Letters（英語） (Elsevier Ireland Ltd) 314 (1):  82-91. doi:10.1016/j.canlet.2011.09.015. ISSN 0304-3835 2022年10月29日閲覧。.[7][21]
- 井上 寛一「drs癌抑制遺伝子による癌化抑制機構（第8回基礎・臨床融合の学内共同研究発表会）（抄録）」『滋賀医科大学雑誌』第26巻第1号、滋賀医科大学雑誌編集委員会、2013年2月25日、a21-a25、CRID 1050282677910168064。
- Tambe, Yukihiro; Hasebe, Masahiro; Kim, Chul Jang; Yamamoto, Akitsugu; Inoue, Hirokazu (2016-01). “The drs tumor suppressor regulates glucose metabolism via lactate dehydrogenase-B: THE drs TUMOR SUPPRESSOR REGULATES GLUCOSE METABOLISM” (英語). Molecular.（仮題「drs癌抑制因子は乳酸脱水素酵素Bを介してグルコース代謝を調節： drs癌抑制因子によるグルコース代謝の調節」）
- Tambe, Yukihiro; Terado, Tokio; Kim, Chul Jang; Mukaisho, Ken‐ichi; Yoshida, Saori; Sugihara, Hiroyuki; Tanaka, Hiroyuki; Chida, Junji et al. (2019-01-01). “Antitumor activity of potent pyruvate dehydrogenase kinase 4 inhibitors from plants in pancreatic cancer” (英語). British Library Document Supply Centre Inside Serials & Conference Proceedings (database) (United States: John Wiley & Sons, Ltd) 58:  1726-1737. doi:10.1002/mc.23045.（仮題「膵臓癌における植物由来の強力なピルビン酸脱水素酵素キナーゼ4阻害剤の抗腫瘍活性」）
- KIM, Chul Jang ; TERADO, Tokio ; TAMBE, Yukihiro ; MUKAISHO, Ken-ichi ; KAGEYAMA, Susumu ; KAWAUCHI, Akihiro ; INOUE, Hirokazu (2021-05). “Cryptotanshinone, a novel PDK 4 inhibitor, suppresses bladder cancer cell invasiveness via the mTOR/β‑catenin/N‑cadherin axis.”. International journal of oncology.（英語） (D.A. Spandidos) 59 (1). ISSN 1791-2423. PMC 8131085. PMID 33982789. CRID 1050288172111687040. 寺戸勅雄, 旦部幸博, 向所賢一, 影山進, 河内明宏, 井上寛一
- TERADO, Tokio ; KIM, Chul Jang ; USHIO, Akiyo ; MINAMI, Kahori ; TAMBE, Yukihiro ; KAGEYAMA, Susumu ; KAWAUCHI, Akihiro ; TSUNODA, Toshiyuki ; SHIRASAWA, Senji ; TANAKA, Hiroyuki ; INOUE, Hirokazu (2022-07). “Cryptotanshinone suppresses tumorigenesis by inhibiting lipogenesis and promoting reactive oxygen species production in KRAS‑activated pancreatic cancer cells”. International journal of oncology (Spandidos Publications) 61 (3). CRID 1050856000559278464. ISSN 1019-6439. PMC 9339489. PMID 35894141. 寺戸勅雄, 金哲将, 牛尾明代, 南佳ほり, 旦部幸博, 影山進, 河内明宏, 田中裕之, 井上寛一（仮題「クリプトタンシノンの脂質生成阻害によるKRAS活性化膵臓癌細胞における活性酸素種の産生促進と腫瘍形成の抑制」）

### 単著
- 『コーヒーの科学 : 「おいしさ」はどこで生まれるのか』（〈講談社ブルーバックス〉、2016年2月）ISBN 978-4-06257-956-8
- 『珈琲 (コーヒー) の世界史』〈講談社現代新書〉2017年10月。ISBN 978-4-06288-445-7

### 共著
発行年順。
- 石脇智広, 全日本コーヒー検定委員会『コーヒー検定教本 : 社団法人全日本コーヒー協会公認』（全面改訂・新版）全日本コーヒー商工組合連合会、2006年。 NCID BA77915989。CRID 1130000793868495616。
- 田口 護『コーヒー おいしさの方程式』（NHK出版、2014年1月）ISBN 978-4-14033-282-5
- 嶋中労, 旦部幸博『ホーム・コーヒー・ロースティング : お家ではじめる自家焙煎珈琲』集英社インターナショナル, 集英社 (発売)、2021年。ISBN 9784797674064。 NCID BC11267099。CRID 1130571768500528282。
- 旦部幸博, 北川善紀『病原体の世界 : 最小にして人類最大の宿敵 : 歴史をも動かすミクロの攻防』講談社〈ブルーバックス〉、2022年。ISBN 9784065290781。 NCID BC16344630。CRID 1130011760292451351。

### 監修
- マイケル・ワイスマン （Weissman, Michaele）著『スペシャルティコーヒー物語 : 最高品質コーヒーを世界に広めた人々』久保尚子 訳（楽工社、2018年2月）ISBN 978-4-90306-382-9[注 2]。

## 受賞歴
- 辻静雄料理教育研究所 辻静雄食文化賞本賞『珈琲の世界史』（2018年5月）[23][24]
- 滋賀医科大学 ベストティーチャー賞（2019年3月）[25]

### 注
1. ↑  1996年頃、コーヒーの専門サイト『百珈苑』を開設、日本のコーヒーの専門サイトとしては最も古株のひとつである[要検証 – ノート]。
2. 1 2  原書は Weissman, Michaele『God in a Cup: The Obsessive Quest for the Perfect Coffee』（ニュージャージー州ホーボーケン（ジョン・ワイリー・アンド・サンズ、2008年）[22]。原書の書評は"God in a Cup: The Obsessive Quest for the Perfect Coffee, Michaele Weissman. Hoboken, NJ : John Wiley & Sons , 2008. xix + 259 pp. $24.95 (cloth) ." Heiss, Robert. Gastronomica. vol.9, no.3. p.103 （英語） JSTOR (全文)。"Coffee Landscapes: Specialty Coffee, Terroir, and Traceability in Costa Rica." Smith, Julia.  Culture, Agriculture, Food & Environment Jun2018, volume 40, number 1, p36-44. 9p. doi:10.1111/cuag.12103。